# واولکس میلیو
واولکس میلیو (به فرانسوی: Vaulx-Milieu) یک کمون در فرانسه است که در Canton of L'Isle-d'Abeau واقع شده‌است.

## خصوصیات
واولکس میلیو ۹٫۰۲ کیلومترمربع مساحت و ۲٬۲۱۶ نفر جمعیت دارد.